# Quercus major
Quercus major är en bokväxtart som beskrevs av Takenoshin Nakai. Quercus major ingår i släktet ekar, och familjen bokväxter. Inga underarter finns listade.